# Schlöben
Schlöben – miejscowość i gmina w Niemczech, w kraju związkowym Turyngia, w powiecie Saale-Holzland.
Niektóre zadania administracyjne gminy realizowane są przez gminę Bad Klosterlausnitz, która pełni rolę "gminy realizującej" (niem. "erfüllende Gemeinde").